# Placca del Mare delle Salomone

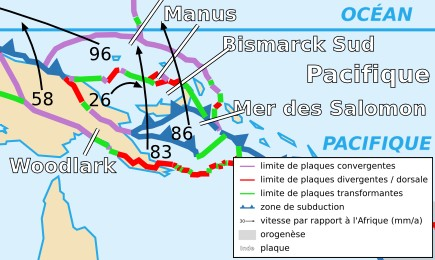
Collocazione della placca del Mare delle Salomone

La placca del Mare delle Salomone è una microplacca tettonica della litosfera terrestre. Ha una superficie di 0,00317 steradianti ed è associata alla placca australiana.

## Caratteristiche
È situata nella parte occidentale dell'Oceano Pacifico, e copre una parte del Mare delle Salomone, da cui deriva il nome.
La placca del Mare delle Salomone è in contatto con la placca Woodlark, la placca delle Bismarck Sud, la placca delle Bismarck Nord e la placca pacifica. I suoi margini con le altre placche sono formati dalla fossa di Bougainville sulla costa meridionale dell'isola di Nuova Britannia e dell'isola Bougainville.
La placca si sposta con una velocità di rotazione di 1,48° per milione di anni secondo un polo euleriano situato a 19°53' di latitudine nord e 135°02' di longitudine est.